# Nikki Sixx
Nikki Sixx (ur. 11 grudnia 1958 w San Jose jako Franklin Carlton Serafino Ferrana)  – amerykański muzyk. Na nowo aktywny członek grupy rockowej Mötley Crüe, po reaktywacji zespołu w 2019. Twórca większości kompozycji. Od 2010 prowadzi audycję radiową Sixx Sense emitowaną przez trzydzieści rockowych stacji radiowych w Stanach Zjednoczonych.

## Życie prywatne
W 1980 oficjalnie przyjął nazwisko Nikki Sixx.
W latach 1989–1996 był żonaty z modelką „Playboya” Brandi Brandt, z którą ma troje dzieci: Gunnera Nicholasa (ur. 25 stycznia 1991), Storm Brieann (ur. 14 kwietnia 1994), i Deckera Nilssona (ur. 23 maja 1995).
Miesiąc po rozwodzie z Brandt ożenił się z aktorką i modelką Donną D’Errico, z którą ma córkę, Frankie-Jean (ur. 2 stycznia 2001). Para wzięła rozwód w 2007.
Od 2008 do 2010 był związany z amerykańską tatuażystką Kat Von D. Od 2010 spotykał się z modelką Courtney Bingham, z którą w listopadzie 2012 się zaręczył, a 15 marca 2014 wziął ślub.

## Publikacje
- The Heroin Diaries: A Year in the Life of a Shattered Rock Star, 2007, Pocket Books, ISBN 978-0-7434-8628-6
- This Is Gonna Hurt: Music, Photography and Life Through the Distorted Lens of Nikki Sixx, 2013, William Morrow Paperbacks, ISBN 978-0-06-206188-1

## Instrumentarium
| Gitary basowe - Gibson Thunderbird Reverse Bass - Gibson Nikki Sixx Signature Blackbird - Ovation Nikki Sixx Custom Elite T Bass Acoustic-Electric - Spector Bass - Hiroshigi Kids Guitar Company 12 string bass - Ernie Ball Music Man 5-String bass - '59 Fender Precision Bass |  | Wzmacniacze i kolumny głośnikowe - Basson 810B 8x10" 2000 watt bass cabs - Ampeg SVPCL preamps - Ampeg SVP1600 power amps - '64 Fender Bassman Struny gitarowe - Labella bass strings |

## Filmografia
| Rok  | Tytuł                                                            | Rola                 | Reżyser                    |
| ---- | ---------------------------------------------------------------- | -------------------- | -------------------------- |
| 2010 | Lemmy                                                            | w roli samego siebie | Greg Olliver, Wes Orshoski |
| 2014 | Slash: Raised on the Sunset Strip (film dokumentalny)            | w roli samego siebie | Martyn Atkins              |
| 2014 | The Life, Blood and Rhythm of Randy Castillo (film dokumentalny) | w roli samego siebie | Wynn Ponder                |

## Nagrody i wyróżnienia
| Rok  | Kategoria              | Tytułem    | Nagroda                         | Nota | Źródło |
| ---- | ---------------------- | ---------- | ------------------------------- | ---- | ------ |
| 2004 | Spirit Of Hammer Award | Nikki Sixx | Metal Hammer Golden Gods Awards | Laur | [ 19 ] |
| 2012 | Paul Gray Best Bassist | Nikki Sixx | Revolver Golden Gods Awards     | Laur | [ 20 ] |
| 2016 | Icon                   | Nikki Sixx | Metal Hammer Golden Gods Awards | Laur | [ 21 ] |